# Square dance

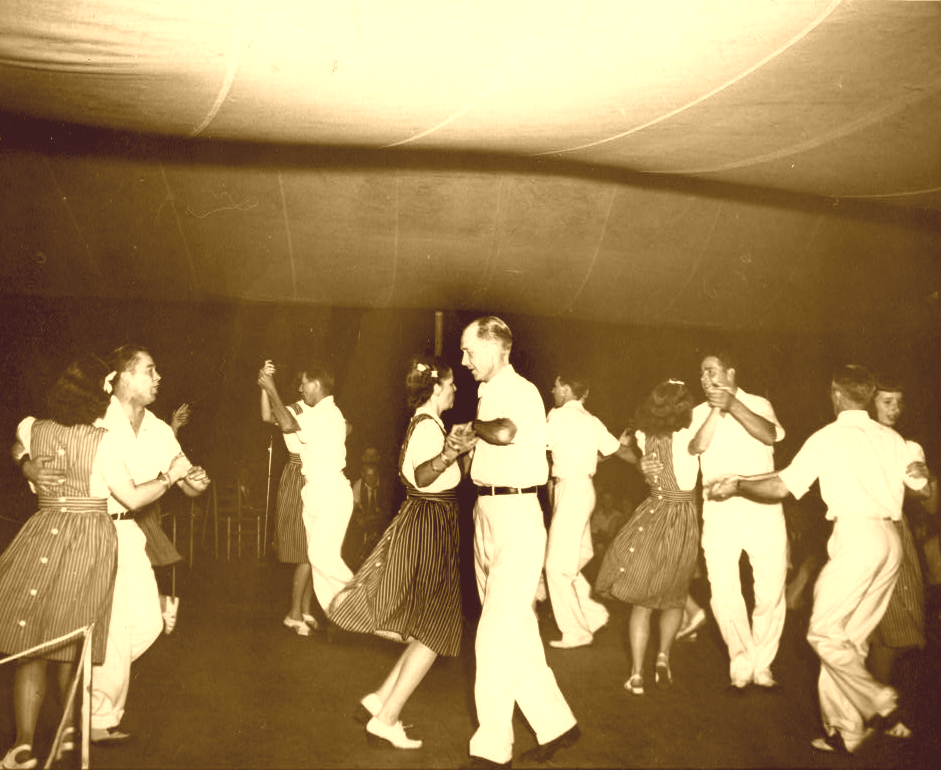
Baile en Carolina del Norte, años 1940.

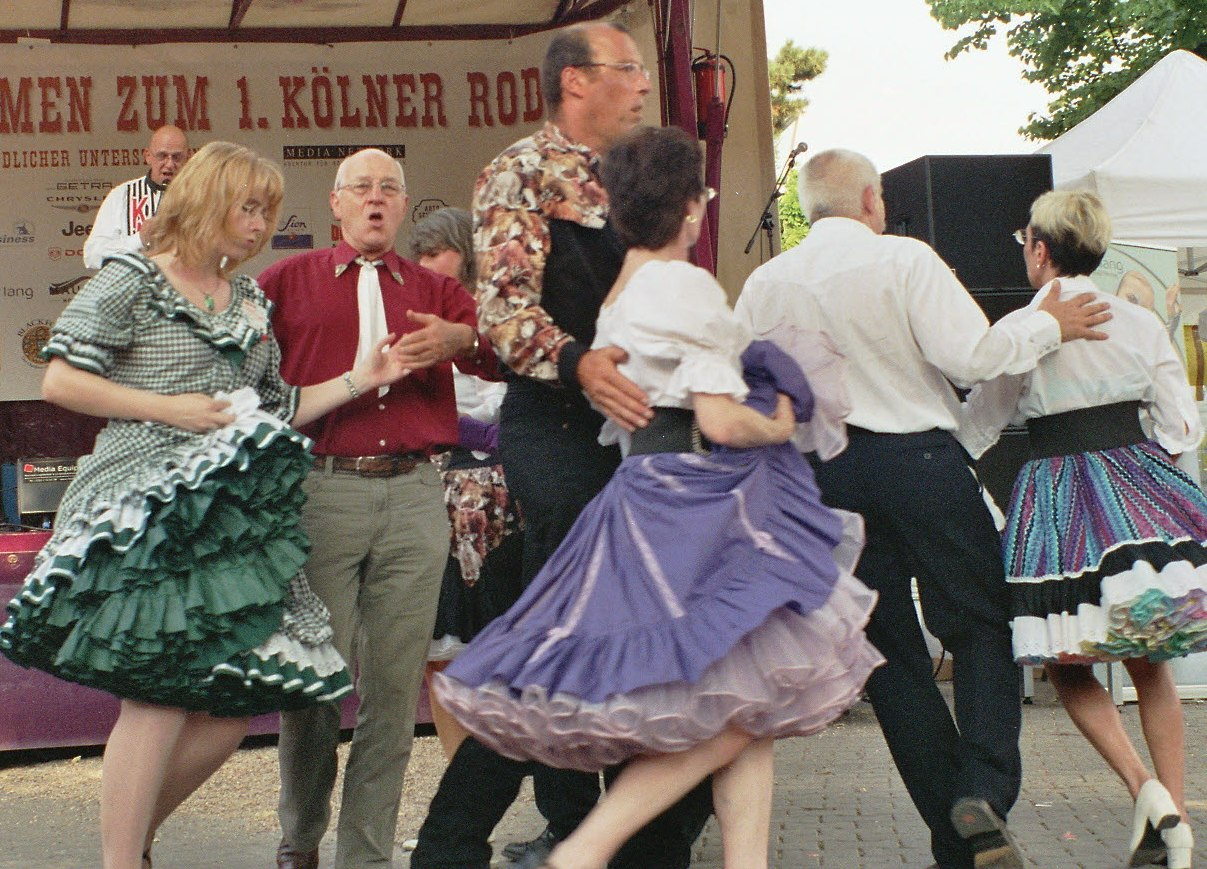
Baile en Alemania, años 2000.

Square dance es un baile popular con cuatro parejas (ocho bailarines) dispuestos en un cuadrado, con un par a cada lado, empezando por la pareja 1 se enfrentan fuera de la música y va hacia la izquierda hasta llegar a la pareja 4. Las parejas 1 y 3 son conocidos como la cabeza, mientras que las parejas 2 y 4 están al lado. Cada baile comienza y termina en cada secuencia con "juegos-en-orden" en la plaza de formación.
El baile fue descrito por primera vez en Inglaterra en el siglo XVII, aunque fue también bastante común en Francia y en toda Europa y tiene una marcada similitud con el Scottish Country Dancing.
En los Estados Unidos, se ha convertido en un baile importante debido a su desarrollo histórico en ese país, hasta el punto de que puede considerarse como el baile típico popular estadounidense. No en vano, los estados de Alabama, Arkansas, California, Colorado, Connecticut, Georgia, Idaho, Illinois, Luisiana, Maryland, Massachusetts, Misisipi, Misuri, Nebraska, Nueva Jersey, Dakota del Norte, Oklahoma, Oregón, Carolina del Sur, Tennessee, Texas, Utah, Virginia y Washington lo han designado como baile oficial.